# Alekszandr Ivanovics Bodunov
Alekszandr Ivanovics Bodunov, oroszul: Александр Иванович Бодунов (Moszkva, 1951. június 3. – 2017. május 11.) kétszeres világbajnok szovjet válogatott orosz jégkorongozó.

## Pályafutása
1973-ban és 1974-ben tagja volt a világbajnok szovjet válogatottnak.
1974-ben szovjet bajnok lett. Összesen 378 bajnoki mérkőzésen 206 gólt szerzett.

## Sikerei, díjai
- Világbajnokság
  - aranyérmes (2): 1973, 1974
- Szovjet bajnokság
  - bajnok: 1974